# ديوان (قرية)
 دیوان  بالفارسية (روستاى دیوان) قرية صغيرة تتبع البلدة المركزية (بالفارسية: بخش مرکزی شهرستان بندر لنگه) من توابع مدينة لنجة وتقع في محافظة هرمزگان في جنوب إيران.

## حدود قرية دیوان
حدود قرية دیوان: من الشمال: قرية جنكل، ومن الجنوب الخليج العربي ، ومن الغرب قرية كافرغان، ومن الشرق تنتهي بقرية بستانه .

## السكان
يبلغ عدد سكان القرية حسب تعداد السكان لعام 2006 للميلاد، (1800) نسمه تشكل (70 عائلة) ، من أهل السنة والجماعة وعلى المذهب الشافعي. تكلمون الفارسية باللهجة المحلة، ولهم مدرسة، وعيادة صحية صغيرة، ووعدد كبير من البرك
لحفظ مياه الأمطار. يمتهنون بتربية المواشي والزراعة.